# أظفار
أظْفَار نظام نجم ثنائي محتمل في كوكبة القيثارة الشمالية. وهو مرئي ضعيف للعين المجردة بحجم مرئي واضح يبلغ 4.43. يقع النظام على مسافة حوالي 1،390 سنوات ضوئية من الشمس على أساس المنظور النجمي، لكنه يقتربُ بسرعة شعاعية تبلغ 8 كم / ثانية.